# 1995 WB6
1995 WB6 är en asteroid i huvudbältet som upptäcktes den 24 november 1995 av de båda japanska astronomerna Takeshi Urata och Tsuneo Niijima i Ojima.
Asteroiden har en diameter på ungefär 16 kilometer och den tillhör asteroidgruppen Gefion.